# Rhagonycha interposita
Rhagonycha interposita – gatunek chrząszcza z rodziny omomiłkowatych i podrodziny Cantharinae.
Gatunek ten opisany został po raz pierwszy w 1978 roku przez Gunnara Dahlgrena.
Chrząszcz o wydłużonym ciele długości od 4,5 do 6 mm. Głowę ma całą czarną lub czarniawobrązową, pozbawioną guzka między nasadami czułków. Oczy cechują się mniejszymi niż u R. gallica rozmiarami. Czarne do czarniawobrązowego przedplecze ma zaokrągloną krawędź przednią, niezaostrzone kąty tylne i niewklęsłą krawędź tylną. Jego kształt jest węższy niż u R. gallica, nieco z tyłu rozszerzony. Pokrywy są jednobarwnie czarne lub czarniawobrązowe. Odnóża są brązowożółte z czarniawymi udami i stopami. Genitalia samca mają edeagus zaopatrzony w ciemnobrązową tarczkę grzbietową o słabiej zakrzywionych bokach i znacznie płytszym wycięciu krawędzi wierzchołkowej niż w przypadku R. nigripes. Paramery są spłaszczone i rozszerzone, szersze niż u R. gallica. Woreczek prepucjalny (endofallus) ma trzy zlokalizowane u nasady oszczecinione poduszeczki oraz porośniętą szczecinkami płytkę końcową.
Gatunek palearktyczny, znany z Austrii, Polski, Słowenii, Chorwacji, Bośni i Hercegowiny, Serbii i Czarnogóry. W Polsce znany tylko z rezerwatu przyrody Góra Gipsowa na Śląsku.